# 布鲁提
布鲁提（英語：Bruttii）古罗马亚平宁半岛南端历史名称，约相当于今意大利所管理的卡拉布里亚。其相关历史见于古希腊学者著述并广泛反映于古罗马历史，具有重要地影响与积极意义。